# Basalt (Colorado)
Basalt és una població dels Estats Units a l'estat de Colorado. Segons el cens del 2000 tenia 2.681 habitants.

## Demografia
Segons el cens del 2000, Basalt tenia 2.681 habitants, 1.052 habitatges, i 637 famílies. La densitat de població era de 539,1 habitants per km².
Dels 1.052 habitatges en un 34% hi vivien nens de menys de 18 anys, en un 50,1% hi vivien parelles casades, en un 7,4% dones solteres, i en un 39,4% no eren unitats familiars. En el 24% dels habitatges hi vivien persones soles el 2% de les quals corresponia a persones de 65 anys o més que vivien soles. El nombre mitjà de persones vivint en cada habitatge era de 2,55 i el nombre mitjà de persones que vivien en cada família era de 3.
Per edats la població es repartia de la següent manera: un 23,6% tenia menys de 18 anys, un 6,8% entre 18 i 24, un 42,3% entre 25 i 44, un 24,4% de 45 a 60 i un 3% 65 anys o més.
L'edat mediana era de 34 anys. Per cada 100 dones de 18 o més anys hi havia 110,6 homes.
La renda mediana per habitatge era de 67.200 $ i la renda mediana per família de 73.375 $. Els homes tenien una renda mediana de 40.791 $ mentre que les dones 30.532 $. La renda per capita de la població era de 30.746 $. Entorn del 4,9% de les famílies i el 6,3% de la població estaven per davall del llindar de pobresa.

## Poblacions més properes
El següent diagrama mostra les poblacions més properes.